# De Morgan-medaljen
De Morgan-medaljen är ett pris för utomordentliga bidrag till matematiken och är London Mathematical Societys mest prestigefyllda pris. Priset är uppkallat efter den första ordföranden för London Mathematical Society, Augustus de Morgan.
Priset delas ut var tredje år baserat på matematiska bidrag och endast till en person som bor i Storbritannien den 1 januari året då priset delas ut.

## Mottagare av medaljen
- 1884 Arthur Cayley
- 1887 James Joseph Sylvester
- 1890 Lord Rayleigh
- 1893 Felix Klein
- 1896 Samuel Roberts
- 1899 William Burnside
- 1902 Alfred George Greenhill
- 1905 Henry Frederick Baker
- 1908 James Whitbread Lee Glaisher
- 1911 Horace Lamb
- 1914 Joseph Larmor
- 1917 William Henry Young
- 1920 Ernest William Hobson
- 1923 Percy Alexander MacMahon
- 1926 Augustus Edward Hough Love
- 1929 Godfrey Harold Hardy
- 1932 Bertrand Russell
- 1935 Edmund Taylor Whittaker
- 1938 John Littlewood
- 1941 Louis Mordell
- 1944 Sydney Chapman
- 1950 Abram Samoilovitch Besicovitch
- 1953 Edward Charles Titchmarsh
- 1956 Geoffrey Ingram Taylor
- 1959 W.V.D. Hodge
- 1962 Max Newman
- 1965 Philip Hall
- 1968 Mary Cartwright
- 1971 Kurt Mahler
- 1974 Graham Higman
- 1977 C. Ambrose Rogers
- 1980 Michael Atiyah
- 1983 Klaus Roth
- 1986 J.W.S. Cassels
- 1989 David George Kendall
- 1992 Albrecht Fröhlich
- 1995 W.K. Hayman
- 1998 Robert Alexander Rankin
- 2001 James Alexander Green
- 2004 Roger Penrose
- 2007 Bryan John Birch
- 2010 Keith William Morton
- 2013 John Griggs Thompson